# 斯坦尼斯拉夫·马科洛夫
斯坦尼斯拉夫·马科洛夫（俄语：Станисла́в Ю́рьевич Марке́лов，1974年5月20日—2009年1月19日），俄罗斯人权律师、记者。他曾为被俄罗斯军官杀害的车臣少女爱尔莎·库格耶娃（Elza Kungayeva）家人作辩护律师。2009年1月19日，在莫斯科被人枪杀身亡。与他一起被枪杀的还有《新报》（Novaya Gazeta）记者安娜斯塔西亚·巴布洛娃（Anastasia Baburova）。他还曾与另一位记者纳塔利娅·埃斯蒂米洛娃一起参与调查，但她也被杀害。